# Ceropegia campanulata
Ceropegia campanulata là một loài thực vật có hoa trong họ La bố ma. Loài này được G.Don mô tả khoa học đầu tiên năm 1837.